# تیپ تکاور امام سجاد
تیپ تکاور امام سجاد از تیپ‌های تکاوری نیروی زمینی سپاه پاسداران انقلاب اسلامی است، که ستاد فرماندهی و پادگان آن در شهر کازرون، استان فارس  روبروی میدان امام حسین مستقر می‌باشد.